# Amblypodia hesba
Amblypodia hesba är en fjärilsart som beskrevs av William Chapman Hewitson 1869. Amblypodia hesba ingår i släktet Amblypodia och familjen juvelvingar. Inga underarter finns listade i Catalogue of Life.